# Michał Czacki
Michał Mikołaj Czacki herbu Świnka (ur. 1797 w Złoczowie na Wołyniu, zm. 16 lutego 1860 we Lwowie) – marszałek szlachty wołyńskiej, spiskowiec, oficer powstania listopadowego, kawaler Złotego Krzyża Orderu Virtuti Militari.

## Życiorys
Urodził się z ojca Dominika Czackiego i matki Reginy z Gutkowskich Czackiej. Ukończył Szkołę Podchorążych Jazdy, następnie służył jako podporucznik szwadronu ułanów gwardii. 29 września 1817 wziął dymisję „dla interesów familijnych” i osiadł w majątku rodzinnym. W 1826 został wybrany marszałkiem szlachty wołyńskiej. Był jednym z najczynniejszych spiskowców na terenie Wołynia w latach poprzedzających wybuch powstania listopadowego.
Po wybuchu powstania Czacki podjął próby zorganizowania oddziałów zbrojnych na Wołyniu, jednak na skutek oporu miejscowej szlachty nie odniosły one większego skutku. Dopiero po wkroczeniu wojsk gen. Józefa Dwernickiego (IV 1831), Czacki wstąpił wraz z kilkunastoma (lub kilkudziesięcioma) obywatelami do korpusu generała. W Drużkopolu Dwernicki mianował Czackiego regimentarzem województwa wołyńskiego.
Michał Czacki brał udział w bitwie pod Boremlem (18-19 IV), za co otrzymał Złoty Krzyż Orderu Virtuti Militari. W obliczu upadku powstania na Wołyniu, 27 kwietnia przekroczył granicę austriacką. W Galicji został internowany, jednak wkrótce zbiegł i przedostał się do Królestwa Polskiego. Wódz Naczelny, gen. Jan Skrzynecki mianował Czackiego pułkownikiem i przydzielił do sztabu gen. Wojciecha Chrzanowskiego. Następnie został ponownie skierowany do Zamościa i na granicę wołyńską - odcięty od swojego oddziału został zmuszony do powtórnego przejścia na teren Galicji.
Majątek boremelski Czackiego (wart 4 mln zł) został skonfiskowany, a pałac Czackich w Boremlu uległ ruinie, co spowodowało, że Michał Czacki pozostał w Galicji (według starszych relacji, emigrował na krótko do Francji). Nabył Świstelniki w obwodzie brzeżańskim. Był trzykrotnie żonaty: z Teklą Pilichowską (od 21 X 1817), następnie z Franciszką Jałowicką (od ok. 1830) i Konstancją Sułkowską (od 1852). Dochował się sześciu córek.
Na Michale Czackim wygasła boremelska linia rodu Czackich. Gen. Józef Dwernicki w swoich pamiętnikach opisywał Czackiego, jako "z poświęceniem majątku i życia walczącego za sprawę ojczyzny"; natomiast w raportach wojskowych przypisywał postawie Czackiego duży wpływ na zwycięski przebieg bitwy boremelskiej.